# Règle des signes de Descartes

Exemple de polynôme f(x) du cinquième degré présentant deux changements de signe, et bien deux racines positives.Le polynôme f(-x) présente trois changements de signes, et f(x) possède trois racines négatives.

En mathématiques, la règle des signes de Descartes, décrite par René Descartes dans son livre La Géométrie, est une technique qui donne des informations partielles sur le nombre de racines réelles positives ou négatives d'un polynôme.
La règle est appliquée en comptant le nombre de changements de signe dans la suite formée par les  coefficients du polynôme. Si un coefficient est égal à zéro, ce terme est tout simplement omis de la suite.

## Règle des signes de Descartes

### Racines positives
La règle stipule que si les coefficients d'un polynôme à une variable à coefficients réels sont ordonnés par ordre décroissant (ou croissant) des degrés, le nombre de racines strictement positives comptées avec leur multiplicité du polynôme est le nombre de changements de signe entre deux coefficients consécutifs non nuls, éventuellement diminué d'un nombre pair,.

### Racines négatives
Comme corollaire de la règle, le nombre de racines strictement négatives est le nombre de changements de signe après multiplication des coefficients des termes de puissance impaire par -1, ou diminué par un nombre pair. Cette procédure équivaut à substituer l'opposé de la variable à la variable elle-même. Par exemple, pour trouver le nombre de racines négatives de
{\displaystyle f(x)=ax^{3}+bx^{2}+cx+d},
nous demandons de manière équivalente combien de racines positives il y a pour {\displaystyle -x} dans
{\displaystyle f(-x)=a(-x)^{3}+b(-x)^{2}+c(-x)+d=-ax^{3}+bx^{2}-cx+d\equiv g(x)}.
La règle des signes de Descartes pour {\displaystyle g(x)} 
donne le nombre de racines positives {\displaystyle x_{i}} 
de {\displaystyle g(x)} , et comme {\displaystyle g(x)=f(-x)} cela donne le nombre de racines négatives {\displaystyle (-x_{i})} de f.

### Exemple: racines réelles
Le polynôme
{\displaystyle f(x)=+x^{3}+x^{2}-x-1}
a un changement de signe entre les deuxième et troisième termes (la suite des paires successives de signes est + +, + −, − −). Par conséquent, il a exactement une racine positive. Notez que le signe principal doit être pris en compte bien que, dans cet exemple particulier, il n'a pas d'incidence sur la réponse.
Pour trouver le nombre de racines négatives, changer les signes des coefficients des termes d'exposants impairs, c'est-à-dire, appliquer la règle de Descartes des signes pour le polynôme {\displaystyle f(-x)} pour obtenir un second polynôme
{\displaystyle f(-x)=-x^{3}+x^{2}+x-1}.
Ce polynôme a deux changements de signe (la suite des paires successives de signes est − +, + +, + −), ce qui signifie que ce deuxième polynôme a deux ou aucune racines positives ; ainsi le polynôme d'origine a deux ou aucune racines négatives.
En fait, la factorisation du premier polynôme est
{\displaystyle f(x)=(x+1)^{2}(x-1),}
ainsi, les racines sont −1 (deux fois) et 1.
La factorisation du deuxième polynôme est
{\displaystyle f(-x)=-(x-1)^{2}(x+1)}
donc ici, les racines sont 1 (deux fois) et −1, les opposés des racines du polynôme d'origine.

## Racines complexes
Tout polynôme de degré n a exactement n racines dans le plan complexe, comptées avec leur multiplicité. Donc, si f(x) est un polynôme qui n'a pas de racine nulle (ce qui peut être déterminé par l'inspection), alors le nombre minimum de racines complexes est égal à
{\displaystyle n-(p+q),}
où p désigne le nombre maximum de racines positives, q désigne le nombre maximum de racines négatives (ces deux peuvent être trouvés en utilisant la règle de signes de Descartes), et n désigne le degré de l'équation. 

### Exemple:  coefficients nuls, racines complexes
Le polynôme
{\displaystyle f(x)=x^{3}-1\,,}
a un changement de signe, donc le nombre maximum de racines réelles positives est 1.
{\displaystyle f(-x)=-x^{3}-1},
nous pouvons dire que le polynôme n'a aucune racine réelle négative. Donc, le nombre minimum de racines complexes est
{\displaystyle 3-(1+0)=2}.
Puisque les racines complexes d'un polynôme à coefficients réels sont des paires conjuguées, nous pouvons voir que  x3 − 1 a exactement 2 racines complexes et 1 racine réelle (positive). 

## Cas particulier
La soustraction d'uniquement un multiple de 2 du nombre maximal de racines positives se produit parce que le polynôme peut avoir des racines complexes, qui viennent toujours par paires puisque la règle s'applique aux polynômes dont les coefficients sont réels. Ainsi, si l'on sait que le polynôme a toutes ses racines réelles, cette règle permet de trouver le nombre exact de racines positives et négatives. Comme il est facile de déterminer la multiplicité de l'éventuelle racine 0, le signe de toutes les racines peut être déterminé dans ce cas.

## Généralisations
Si le polynôme réel f a k racines positives réelles comptées avec multiplicité alors, pour tout a > 0, il y a au moins k changements de signe dans la suite des coefficients de la série de Taylor de la fonction eaxf(x). Pour a assez grand, il y a exactement k changements de signe,.
Dans les années 1970 Askold Georgevich Khovanskiǐ a développé la théorie des fewnomials qui généralise la règle de Descartes. La règle des signes peut être considérée comme indiquant que le nombre de racines réelles d'un polynôme dépend de la complexité du polynôme, et que cette complexité est proportionnelle au nombre de monômes dont il dispose, et non à son degré. Khovanskiǐ a montré que cela est vrai non seulement pour les polynômes, mais aussi pour les combinaisons algébriques de nombreuses fonctions transcendantes, les fonctions pfaffiennes.